# Nature morte à la rose jaune
Nature morte à la rose jaune ou Rose jaune, est une peinture à l'huile sur toile réalisée par Fantin-Latour en 1871 et conservée à l'Ashmolean Museum d'Oxford en Angleterre. Elle mesure 30 × 24 cm. Son numéro d'inventaire est WA1937.42.  

## Description
Ce tableau représente une rose-thé épanouie de couleur jaune dont la tige est plongée dans un verre à pied de forme en flûte que l'on retrouve dans d'autres tableaux du peintre des années 1870.

## Historique
Cette nature morte a été offerte par le peintre à ses amis Edwards avec qui il était lié depuis 1861 et qui faisaient connaître sa peinture en Angleterre. Elle a été léguée au musée par Mrs W. F. R. Weldon, en 1937. Cette toile est signée et datée en haut à droite.